# Bregana
Bregana (tyska: Bergana) är en ort i Kroatien. Orten har 2 528 invånare (2001) och hör administrativt till staden Samobor i Zagrebs län i den norra delen av landet. Bregana är en gränsort vid den kroatisk-slovenska gränsen och har i synnerhet under turistsäsongen stor genomfartstrafik. 

## Kommunikationer
Vid Bregana finns en av Kroatiens mest trafikerade gränsövergångar. Gränsövergången är belägen 12 km från trafikknutpunkten Jankomir vid huvudstaden Zagreb. Vid orten ansluter motorvägen A3 som i syd-östlig riktning leder mot Zagreb. På den slovenska sidan om gränsen tar motorväg A2 vid. Denna leder i nord-västlig riktning via Ljubljana mot Österrike.

## Kända personligheter från Bergana
- Anton Brunner